# Calamotropha mimosa
Calamotropha mimosa là một loài bướm đêm trong họ Crambidae.